# Supercopa Uruguaya
La Supercopa Uruguaya è un trofeo a partita unica che si disputa in Uruguay tra la squadra vincitrice della Primera División e la vincitrice del Torneo Intermedio. Questa competizione viene giocata a fine gennaio o inizio  febbraio, una settimana prima dell'inizio della stagione.

## Formula
La Supercopa si tiene a cadenza annuale tra la squadra vincitrice del campionato uruguaiano e la vincitrice del Torneo Intermedio, in gara unica. Nel caso in cui entrambe le competizioni siano vinte dalla stessa squadra, parteciperà il secondo classificato del Torneo Intermedio. La partita si gioca in campo neutro allo Stadio del Centenario; se al termine dei 90 minuti regolamentari il punteggio è ancora in parità, si giocheranno i tempi supplementari, dopodiché si procederà con i tiri di rigore.

## Edizioni della Supercopa Uruguaya
| Edizione | Vincitore (volta) | Data             | Campione dell'Uruguay | Vincitore di Torneo Intermédio | Risultato       | Sede                               | Spettatori |
| -------- | ----------------- | ---------------- | --------------------- | ------------------------------ | --------------- | ---------------------------------- | ---------- |
| 2018     | Peñarol           | 26 gennaio 2018  | Peñarol               | Nacional                       | 3 - 1           | Montevideo, Stadio del Centenario  | 35 000     |
| 2019     | Nacional          | 3 febbraio 2019  | Peñarol               | Nacional                       | 1 - 1 (4-3 dtr) | Montevideo, Stadio del Centenario  |            |
| 2020     | Liverpool (M)     | 1º febbraio 2020 | Nacional              | Liverpool (M)                  | 4 - 2 (dts)     | Maldonado, Stadio Domingo Burgueño |            |
| 2021     | Nacional (2)      | 2 maggio 2021    | Nacional              | Montevideo Wanderers           | 2 - 0           | Montevideo, Stadio del Centenario  |            |
| 2022     | Peñarol (2)       | 30 gennaio 2022  | Peñarol               | Plaza Colonia                  | 1 - 0 (dts)     | Maldonado, Stadio Domingo Burgueño |            |
| 2023     | Liverpool (M) (2) | 29 gennaio 2023  | Nacional              | Liverpool (M)                  | 1 - 0           | Montevideo, Stadio del Centenario  |            |
| 2024     | Liverpool (M) (3) | 31 gennaio 2024  | Liverpool (M)         | Defensor Sporting              | 1 - 0           | Montevideo, Stadio del Centenario  |            |
| 2025     | Nacional (3)      | 27 gennaio 2025  | Peñarol               | Nacional                       | 2 - 1           | Montevideo, Stadio del Centenario  |            |

## Statistiche

### Vittorie per club
| Club                 | Vittorie | Sconfitte | Edizioni vinte   | Edizioni perse   |
| -------------------- | -------- | --------- | ---------------- | ---------------- |
| Nacional             | 3        | 3         | 2019, 2021, 2025 | 2018, 2020, 2023 |
| Liverpool (M)        | 3        | 0         | 2020, 2023, 2024 |                  |
| Peñarol              | 2        | 2         | 2018, 2022       | 2019, 2025       |
| Montevideo Wanderers | 0        | 1         |                  | 2021             |
| Plaza Colonia        | 0        | 1         |                  | 2022             |

### Record di reti
| Nome               | Goal | Anni       | Squadre       |
| ------------------ | ---- | ---------- | ------------- |
| Cristian Rodríguez | 2    | 2018, 2019 | Peñarol       |
| Fidel Martínez     | 1    | 2018       | Peñarol       |
| Maxi Rodríguez     | 1    | 2018       | Peñarol       |
| Tabaré Viudez      | 1    | 2018       | Nacional      |
| Marcos Angeleri    | 1    | 2019       | Nacional      |
| Felipe Carballo    | 1    | 2020       | Nacional      |
| Gonzalo Castro     | 1    | 2020       | Nacional      |
| Agustín Dávila     | 1    | 2020       | Liverpool (M) |
| Alan Medina Silva  | 1    | 2020       | Liverpool (M) |
| Martín Correa      | 1    | 2020       | Liverpool (M) |
| Fabricio Díaz      | 1    | 2020       | Liverpool (M) |
| Gonzalo Nápoli     | 1    | 2023       | Liverpool (M) |